# Montserrat Caballé
Montserrat Caballé (nume întreg Maria de Montserrat Viviana Concepción Caballé i Folch; n. 12 aprilie 1933, Barcelona, Catalonia, Spania – d. 6 octombrie 2018, Barcelona, Catalonia, Spania) a fost o soprană, cântăreață de operă spaniolă de origine catalană, renumită pentru tehnica ei bel canto. 

## Studii

### Carieră artistică timpurie
Primele lecții de canto le primește la Conservatorio Superior di Liceo (cunoscut în Catalonia sub denumirea alintată de Liceu) din Barcelona sub îndrumarea lui Napoleone Annavazzi, Eugenia Kemmeny și Conchita Badia, pe care îl absolvă în 1954 cu "Medalia de Aur". 
După studii de perfecționare în Milano, debutează în 1956 în rolul lui Mimi din opera Boema de Puccini pe scena Teatrului de Operă din Basel, Elveția. În anii 1959 - 1962 cântă ca solistă la Opera din Bremen, Germania. În 1962 întreprinde un turneu în Mexic în rolul lui Manon din opera cu același nume de Massenet. În 1965, fără să fi făcut vreo probă, înlocuiește pe soprana Marilyn Horne, indisponibilă din motive medicale, într-un spectacol concertant la Carnegie Hall din New York, interpretând rolul titular din opera Lucrezia Borgia de Gaetano Donizetti.

### Carieră artistică ulterioară
Urmează o carieră strălucită, întinsă pe următoarele patru decenii, în cele mai importante roluri ale repertoriului de operă, începând cu rolul Contesei din Nunta lui Figaro de Mozart și al Mareșalei din Cavalerul Rozelor de Richard Strauss la Festivalul muzical din Glyndebourne (1965). În același an este invitată la Metropolitan Opera din New York, unde debutează în rolul Margaretei din opera Faust de Gounod.

### Etape ale carierei sale artistice
- 1972 Debut la Covent Garden (Londra) în rolul Violettei din opera Traviata de Verdi.
- Începând din 1974, apare pe scenele principalelor teatre de operă:
  - Grand Opéra (Paris)
  - Teatro Colón (Buenos Aires)
  - Teatro Liceo (Barcelona)
  - Teatro San Carlos (Lisabona)
  - Teatro alla Scala (Milano)
  - Staatsoper (Viena) etc.
- 1974 participă la Festivalul muzical din Orange în rolul titular din opera Norma de Bellini.
- 1979 interpretează la Metropolotan Opera (New York) rolul principal din opera Adriana Lecouvreur de Cilèa.
- 1983 apare la festivalul din Perugia, în rolul Hipermestrei din opera Danaidele de Antonio Salieri.
- 1986 participă la Arenele din Verona, interpretând rolul Magdalenei din opera Andrea Chénier de Giordano.
- 1990 cântă la Barcelona în La Fiamma de Respighi.
- 1992 participă la concertele de deschidere ale Expoziției Internaționale din Sevilla și Olimpiadei din Barcelona.
- 1994 concert la Vatican în prezența Papei Ioan Paul al II-lea.

Montserrat Caballé s-a remarcat nu numai ca o cântăreață de clasă internațională în muzica de operă, oratorii și lied-uri, ea a fost aclamată și pentru interpretarea așa-zisei U-Music, apărând alături de legendarul Freddie Mercury din grupul britanic "Queen" de muzică rock, cu care a înregistrat un album în 1988.
Montserrat Caballé a fost căsătorită cu tenorul spaniol Bernabé Martí, fiica lor, Montserrat Martí, de asemenea cântăreață, a apărut în mai multe concerte alături de mama sa.
În calitate de ambasadoare UNESCO, Montserrat Caballé a desfășurat o activitate umanitară neobosită în sprijinul fundațiilor destinate ajutorării copiilor din țările subdezvoltate.